# NSWRL 1972
Die NSWRL 1972 war die 65. Saison der New South Wales Rugby League Premiership, der ersten australischen Rugby-League-Meisterschaft. Den ersten Tabellenplatz nach Ende der regulären Saison belegten die Manly-Warringah Sea Eagles. Diese gewannen im Finale 19:14 gegen die Eastern Suburbs Roosters und gewannen damit die NSWRL zum ersten Mal.

## Tabelle
|      | Team                          | Spiele | Siege | Unent. | Ndlg. | Spiel- punkte | Diff. | Tabellen- punkte |
| ---- | ----------------------------- | ------ | ----- | ------ | ----- | ------------- | ----- | ---------------- |
| 01.  | Manly-Warringah Sea Eagles    | 22     | 18    | 1      | 3     | 460:255       | + 205 | 37               |
| 02.  | Eastern Suburbs Roosters      | 22     | 17    | 1      | 4     | 514:297       | + 217 | 35               |
| 03.  | St. George Dragons            | 22     | 16    | 2      | 4     | 398:221       | + 177 | 34               |
| 04.  | South Sydney Rabbitohs        | 22     | 14    | 0      | 8     | 456:331       | + 125 | 28               |
| 05.  | Newtown Jets                  | 22     | 11    | 2      | 9     | 402:371       | + 31  | 24               |
| 06.  | Canterbury-Bankstown Bulldogs | 22     | 12    | 0      | 10    | 382:373       | + 9   | 24               |
| 07.  | Western Suburbs Magpies       | 22     | 8     | 1      | 13    | 367:398       | - 31  | 17               |
| 08.  | Cronulla-Sutherland Sharks    | 22     | 8     | 0      | 14    | 332:378       | - 46  | 16               |
| 09.  | North Sydney Bears            | 22     | 7     | 1      | 14    | 320:405       | - 85  | 15               |
| 010. | Balmain Tigers                | 22     | 6     | 1      | 15    | 333:455       | - 122 | 13               |
| 011. | Penrith Panthers              | 22     | 5     | 1      | 16    | 278:490       | - 212 | 11               |
| 012. | Parramatta Eels               | 22     | 4     | 2      | 16    | 317:585       | - 268 | 10               |

## Playoffs

### Ausscheidungs/Qualifikationsplayoffs
| 26. August | St. George Dragons | 14 : 10 | South Sydney Rabbitohs | Sydney Cricket Ground, Sydney Zuschauer: 47.945 Schiedsrichter: Keith Page |
| 26. August | Bericht            |         |                        | Sydney Cricket Ground, Sydney Zuschauer: 47.945 Schiedsrichter: Keith Page |

| 2. September | Manly-Warringah Sea Eagles | 32 : 8 | Eastern Suburbs Roosters | Sydney Cricket Ground, Sydney Zuschauer: 43.695 Schiedsrichter: Keith Page |
| 2. September | Bericht                    |        |                          | Sydney Cricket Ground, Sydney Zuschauer: 43.695 Schiedsrichter: Keith Page |

### Halbfinale
| 9. September | Eastern Suburbs Roosters | 8 : 6 | St. George Dragons | Sydney Cricket Ground, Sydney Zuschauer: 41.313 Schiedsrichter: Keith Page |
| 9. September | Bericht                  |       |                    | Sydney Cricket Ground, Sydney Zuschauer: 41.313 Schiedsrichter: Keith Page |

### Grand Final
| 16. September | Manly-Warringah Sea Eagles                                                                                | 19 : 14       | Eastern Suburbs Roosters                                                       | Sydney Cricket Ground, Sydney Zuschauer: 54.357 Schiedsrichter: Keith Page |
| 16. September | Versuche: Branighan, Jones Erhöhungen: Branighan (2/2) Straftritte: Branighan (4/5) Dropgoals: Fulton (1) | (4:4) Bericht | Versuche: Ballesty, Mullins Erhöhungen: McKean (2/2) Straftritte: McKean (2/4) | Sydney Cricket Ground, Sydney Zuschauer: 54.357 Schiedsrichter: Keith Page |

| 1  | Graham Eadie     |
| 2  | Ken Irvine       |
| 3  | Ray Branighan    |
| 4  | Robert Fulton    |
| 5  | Max Brown        |
| 6  | Ian Martin       |
| 7  | Dennis Ward      |
| 8  | William Hamilton |
| 9  | Fred Jones       |
| 10 | John O’Neill     |
| 11 | Allan Thomson    |
| 12 | Terry Randall    |
| 13 | Malcolm Reilly   |

| 1                  | Allan McKean   |
| 2                  | Jim Porter     |
| 3                  | Harry Cameron  |
| 4                  | Mark Harris    |
| 5                  | Bill Mullins   |
| 6                  | John Ballesty  |
| 7                  | Kevin Junee    |
| 8                  | John Armstrong |
| 9                  | Peter Moscatt  |
| 10                 | Arthur Beetson |
| 15                 | Greg Bandiera  |
| 12                 | John Quayle    |
| 13                 | Ron Coote      |
| Auswechselspieler: |                |
| 16                 | Laurie Freier  |